# Smith (Bermudas)
Smith é uma paróquia do arquipélago das ilhas Bermudas.